# Антиква
Анти́ква (лат. antīqua «древняя») — класс типографских наборных шрифтов с засечками, появившийся в эпоху Возрождения в Западной Европе. Основой для разработчиков первых гуманистических, или ренессансных антикв служил рукописный книжный почерк — гуманистический минускул.
По одной из исторических версий, первая антиква была вырезана гравёром Николя Жансоном в Венеции в 1470 году. Однако похожие шрифты создавались и ранее. В частности, в середине 1460-х (1467) неподалёку от Рима в монастыре Субиако свой вариант гуманистического шрифта создали типографы Свейнхейм и Паннарц. Как бы то ни было, первым поколением антиквенных шрифтов считается ренессансная венецианская антиква. Позже появилась французская, голландская и английская разновидности этого шрифта.
Ренессансная, или гуманистическая антиква отличалась некоторой лапидарностью. Пришедшая ей на смену переходная антиква была утончённее. В конце XVIII века французские и итальянские типографы, наиболее известными из которых были Бодони и Дидо, вырабатывают новый, более строгий и сбалансированный стиль — новую (классицистическую) антикву.

## Антиква старого стиля

### Ренессансная антиква
Ренессансные антиквы по внешним чертам и времени создания относятся к двум группам: венецианской и итало-французской.
Венецианская антиква появилась раньше, она ближе всего к прототипу — письму ширококонечным пером. Контраст между основными и вспомогательными штрихами небольшой, оси овальных элементов наклонены, засечки асимметричны, каплевидные элементы имеют форму следа от ширококонечного пера, перемычка в букве е наклонная.
Современные шрифты на основе венецианской антиквы Николя Жансона и Франческо Гриффо — Adobe Jenson, Nicolaus, Centaur.
Итало-французская антиква — более поздняя, XVI века; к этому времени изготовление шрифтов достигло большего совершенства, что позволило увеличить контраст между штрихами. Перемычка в букве е стала горизонтальной, тоньше и более правильной формы стали засечки, капли стали более округлыми.
Сегодня представлена шрифтами Гарамон, Palatino, Bembo, Caslon и другими на основе работ Клода Гарамона, Альда Мануция и прочих авторов.

## Переходная антиква
Переход от старинной антиквы начался в конце XVII века. Традиционно считается, что новый рисунок шрифта впервые создавался для нужд короля Франции Людовика XIV. Работа основывалась не на рукописном рисунке, а на геометрических построениях и «природных пропорциях».
В XVIII веке был создан шрифт Baskerville (назван по имени его создателя Джона Баскервиля).
Переходные антиквы отличаются более сильным контрастом, вертикальными осями овальных букв, скруглёнными симметричными засечками, полузакрытой формой знаков. На форму символов повлияло изобретение в XVII веке остроконечного пера (см. раздел Влияние каллиграфии на форму символов).
Количество переходных антикв невелико, но применение они имеют самое широкое.

## Новая антиква
Наиболее правильная и геометричная среди разных стилей антиквы. Для неё характерны высокий контраст, вертикальные оси овальных элементов, закрытые формы знаков, округлые каплевидные элементы. В удобочитаемости уступает старостильным и переходным антиквам.
За границей являлась основным шрифтом для набора текстов с конца XVIII до начала XX века; в СССР продолжала широко использоваться вплоть до конца 80-х годов, особенно для научной и технической литературы.
Примеры новой антиквы — шрифты Bodoni, Didot, Обыкновенная новая, Computer Modern.

## Связь рисунка шрифта и свойств бумаги
Металлические наборные шрифты эпох Ренессанса и барокко (антиква старого стиля и переходная антиква) создавались для печати на матовой бумаге, доступной в то время. Новая антиква использовалась для печати на глянцевой бумаге. Для сохранения целостного впечатления от издания следует учитывать это, используя шрифты для печати на подходящей им бумаге.

## Связь рисунков шрифтов с национальными языками
В своей известной работе «Типографика» швейцарский типограф и графический дизайнер Эмиль Рудер обращает внимание на то, что шрифты могут быть связаны с языком их создателей: «Шрифт Гарамон связан с французским языком, Кезлон — с английским, а Бодони — с итальянским. Любой из этих трех шрифтов, употреблённый в наборе на другом языке, может понести ощутимый эстетический урон. Например, Бодони, примененный в немецком наборе,— уже не тот шрифт; картина иностранного текста, пестрящего прописными буквами, ему противопоказана».

## Влияниекаллиграфиина форму символов
Письмо пером (ширококонечным и острым) повлияло на форму букв наборных шрифтов.
При письме ширококонечным пером толщина линии зависит от направления движения пера: движется ли перо вверх, вниз или в сторону, что хорошо видно в буквах М и Н. Перо при письме держат под углом, поэтому буква О в старой антикве асимметрична.
При письме остроконечным пером, изобретенным в XVII веке, толщина штриха зависит уже от силы нажатия на перо, а не от направления его движения. Это, наряду с прогрессом в работе с металлом, повлияло на форму букв: они стали более контрастными и симметричными.